# Tawada
Tawada, stawada, sum afrykański  (Clarias gariepinus) – gatunek słodkowodnej ryby sumokształtnej, jeden z największych przedstawicieli rodziny długowąsowatych (Clariidae).

## Zasięg występowania
Afryka oraz azjatycka część zlewiska Morza Śródziemnego (Jordania, Izrael, Liban, Syria i południowa Turcja). Gatunek introdukowany w wielu krajach Afryki, Europy i Azji. W Polsce hodowany od 1990 roku.

## Charakterystyka
Głowa szeroka i płaska, z dużym otworem gębowym w położeniu półdolnym i z 4 parami wąsików. Oczy małe. Tułów spłaszczony grzbietobrzusznie, trzon ogonowy spłaszczony bocznie. Długa płetwa grzbietowa i odbytowa, płetwy piersiowe małe. Może dorastać do 170 cm długości oraz wagi ciała do 60 kg. Wykazuje dużą odporność na zmiany warunków środowiska. W naturze zasiedla wszystkie typy zbiorników z wodą słodką. Preferuje wody spokojne. Może oddychać powietrzem atmosferycznym. Ryba wszystkożerna.

## Rozwój i warunki bytowania w naturze
W stabilnych warunkach środowiskowych dorosłe Clarias gariepinus mają przez cały rok dojrzałe gonady. W idealnych warunkach dojrzała samica może znieść około 60 000 jaj/kg masy ciała. Przed kryciem samce agresywnie rywalizują o samice, z którymi łączą się w pojedyncze pary, samica energicznie macha ogonem, aby wymieszać jaja i nasienie i rozprowadzić zapłodnione jaja. Jaja przyklejają się do zanurzonej roślinności i wylęgają się w ciągu 20–60 godzin, w zależności od temperatury. Woreczek żółtkowy wchłania się w ciągu 3–4 dni, a żołądek jest w pełni funkcjonalny w ciągu 5–6 dni po rozpoczęciu żywienia egzogennego. Różnicowanie płciowe rozpoczyna się między 10 a 15 dniem po wykluciu. Larwy żerują i szybko rosną na ciepłych (zwykle > 24° C) terenach zalewowych bogatych w składniki odżywcze, osiągając 3–7 g w ciągu 30 dni. Gdy pod koniec pory deszczowej wysychają zalane obszary brzegowe, młode i dorosłe osobniki wracają na głębsze wody. Na obszarach, na których występują dwie pory deszczowe, w ciągu roku zwykle występują dwa szczyty reprodukcyjne.

## Znaczenie gospodarcze
Mięso suma afrykańskiego nie zawiera ości i ma smak podobny do mięsa cielęcego. Pierwsze próby hodowli w Polsce podjął Zakład Ichtiobiologii i Gospodarki Rybackiej PAN w Gołyszu. Poziom produkcji suma afrykańskiego w Polsce systematycznie wzrasta – z 60–80 ton w latach 90. XX w. do 500–600 ton rocznie w ostatnich latach.